# Skatteredovisningsbrott
Skatteredovisningsbrott, brott enligt 7 § skattebrottslagen (1971:69). Den döms för skatteredovisningsbrott, som inte kan dömas enligt vad som definieras som skattebrott, men som ändå, på annat sätt än muntligen, uppsåtligen lämnar oriktig uppgift till:
1. myndighet, om uppgiften rör förhållande som har betydelse för skyldigheten för honom eller annan att betala skatt,
2. någon som är skyldig att för honom innehålla skatt eller lämna kontrolluppgift eller motsvarande underrättelse, om uppgiften rör förhållande som har betydelse för skyldighetens fullgörande eller för skyldigheten för honom eller annan att betala skatt.

Detsamma gäller den, som inte kan dömas enligt vad som definieras som skattebrott, men som ändå uppsåtligen underlåter att lämna en föreskriven uppgift angående sådant förhållande som anges i ovannämnda punkter till någon som avses där. Detta gäller dock endast under förutsättning att uppgiften skall lämnas utan föreläggande eller anmaning och inte avser egen självdeklaration.
För skatteredovisningsbrott kan man dömas till böter eller till fängelse i högst 6 månader. Om brottet är ringa, skall den skyldige enligt tredje stycket i ovannämnda paragraf inte dömas för brottet.
Den som frivilligt vidtar åtgärd som leder till att skatten kan påföras, tillgodoräknas eller återbetalas med rätt belopp, skall enligt 12 § skattebrottslagen inte dömas för skatteredovisningsbrott.
För skatteredovisningsbrott skall man till exempel dömas, om man i en faktura påstår att man har F-skattsedel, fast man i själva verket inte har det. Detta följer av punkt 2 ovan.
Den senaste lydelsen av 7 § skattebrottslagen fastställdes 1996.